# Samostan Alči
Samostan Alči ali Alči Gompa (čos-'khor) je budistični samostan, še bolj poznan kot samostanski kompleks  (čos-'khor) templjev v vasi Alči v  Ladaku, v Severni Indiji. Nahaja se na bregu Inda na nadmorski višini 3250m in okoli 67 km na zahod do mesta Leh. Kompleks sestavljajo štirje ločeni zaselki v vasi Alči v spodnji pokrajini Ladak s spomeniki iz različnih razdobij teh štirih zaselkov. Samostan Alči je najstarejši in najbolj znan. Upravljali pa so ga iz samostana Likir.

## Zgodovina
Obstoj samostana Alči sega pred leto 1000 n. št. in ga je zgradil Guru »Prevajalec«, Rinčen Sanpo med leti 958 in 1055. O tem je naredil omembo v svoji biografiji. Navedeno je, da je »za izgradnjo samostana Alči iz Kašmirja pripeljal 32 kiparjev in rezbarjev lesa. V 10. stoletju je tibetanski kralj Ješe iz Guge močno podpiral budizem in poslal 21 učenjakov, da bi širili dharmo v Ladaku. Samostanski zapisi omenjajo tudi tibetanskega aristokrata Kaldana Šeraba, ki je živel sredi 11. stoletja. 
Alči je del kompleksa treh vasi v spodnjem Ladaku. Drugi dve vasi sta Mangdu in Sundang Čung (danes v okrožju Zanskar). Dukang ali zborna dvorana in glavni tempelj s prigrajenim trinadstropnim templjem Sumceg (gSum-brtsegs) je zgrajeno v starem kašmirskem slogu; tretji tempelj Mandžušri Čorten je prav tako del kompleksa. Pod kašmirskimi kralji so se prepletale umetniške in teološke značilnosti budizma in hinduizma, zaradi tega so poslikave samostana posebej zanimive. Kompleks vključuje tudi ogromen kip Bude. 
Samostan je na podlagi samouprave dolgo obstajal in ni bil formalno vključen v nobeno šolo, kasneje pa je bil prevzet pod pokroviteljstvo šole Kadampa. Ko je vpliv samostana upadel, je bil podrejen šoli Gelug. V 15. stoletju so se rituali v Alčiju prenehali izvajati, samostan pa je bil nadzorovan iz samostana Likir.

## Notranjost samostana
Na samostanu se opazi indijski vpliv, še posebej način poslikave.
- Samostan Alči, Ladak, Indija.
- Cesta, ki vodi v Alči, Ladak, Indija.
- Tara v samostanu Alči.
- Portal templja Mandžušri
- Alči Čorten
- Fotografija poslikanega stropa iz čortena v kompleksu Alči – poslikave iz 12.-13. stoletja.
- Prizor kraljevskega pitja (čaja) v zborni dvorani (Dukhang) v Samostanu Alči; poslikava iz okoli 1200 A.D.. Kralj nosi okrašeno Qabā', Turško-Perzijski slog.